# Jerzy Kraska
Jerzy Adam Kraska (ur. 24 grudnia 1951 w Płocku) – piłkarz polski grający na pozycji defensywnego pomocnika, mistrz olimpijski, trener piłkarski.

## Kariera
Ukończył szkołę zawodową (mechanik) i Studium Trenerskie w warszawskiej AWF.
W latach 1972–1973 wystąpił 13 razy w reprezentacji Polski (oraz 1 raz w meczu nieoficjalnym reprezentacji olimpijskich). Był uczestnikiem Igrzysk Olimpijskich w Monachium, podczas których polska drużyna wywalczyła mistrzostwo olimpijskie. Od 1973 był trapiony kontuzjami, które nie pozwoliły mu kontynuować kariery reprezentacyjnej.
Wychowanek Mazovii Płock (1962-1969), występował także w Gwardii Warszawa (1969-1983) i fińskim Kuopion Palloseura (1983-1985).
Po zakończeniu kariery piłkarskiej został trenerem. Prowadził m.in. rezerwy Legii Warszawa oraz dwukrotnie (01.01.1993-30.06.1993 oraz 12.2006-06.2007) Gwardię Warszawa

## Mecze w Reprezentacji Polski
| lp. | Data                 | Miejsce      | Przeciwnik        | Rezultat | Rozgrywki     | Grał   | Uwagi |
| --- | -------------------- | ------------ | ----------------- | -------- | ------------- | ------ | ----- |
| 1.  | 16 kwietnia 1972     | Stara Zagora | Bułgaria          | 1-3      | elim. IO 1972 | 90'    |       |
| 2.  | 10 maja 1972         | Poznań       | Szwajcaria        | 0-0      | towarzyski    | 90'    |       |
| 3.  | 30 sierpnia 1972     | Ratyzbona    | Ghana             | 4-0      | IO 1972       | 90'    |       |
| 4.  | 1 września 1972      | Norymberga   | NRD               | 2-1      | IO 1972       | 90'    |       |
| 5.  | 5 września 1972      | Augsburg     | ZSRR              | 2-1      | IO 1972       | od 35' |       |
| 6.  | 8 września 1972      | Norymberga   | Maroko            | 5-0      | IO 1972       | do 45' |       |
| 7.  | 10 września 1972     | Monachium    | Węgry             | 2-1      | IO 1972       | 90'    |       |
| 8.  | 15 października 1972 | Bydgoszcz    | Czechosłowacja    | 3-0      | towarzyski    | 90'    |       |
| 9.  | 20 marca 1973        | Łódź         | Stany Zjednoczone | 4-0      | towarzyski    | do 45' |       |
| 10. | 28 marca 1973        | Cardiff      | Walia             | 0-2      | elim. MŚ 1974 | 90'    |       |
| 11. | 13 maja 1973         | Warszawa     | Jugosławia        | 2-2      | towarzyski    | 90'    |       |
| 12. | 16 maja 1973         | Wrocław      | Irlandia          | 2-0      | towarzyski    | 90'    |       |
| 13. | 6 czerwca 1973       | Chorzów      | Anglia            | 2-0      | elim. MŚ 1974 | 90'    |       |

## Odznaczenia
- Złoty Krzyż Zasługi (1972)[2]
- Złota Odznaka PZPN (1972)[3]
- Nagroda Miasta Stołecznego Warszawy (2012)[4]